# Тунгудское
Ту́нгудское — озеро на территории Сосновецкого сельского поселения Беломорского района Республики Карелии.

## Общие сведения
Площадь озера — 30,3 км², площадь водосборного бассейна — 1100 км². Располагается на высоте 119,5 метров над уровнем моря.
Форма озера лопастная, продолговатая: оно вытянуто с северо-запада на юго-восток. Берега изрезанные, каменисто-песчаные, преимущественно возвышенные, местами заболоченные.
Через озеро протекает река Тунгуда, которая впадает в реку Нижний Выг.
В озеро впадает протока, вытекающая из озера Берёзового.
В озере более десяти безымянных островов различной площади, однако их количество может варьироваться в зависимости от уровня воды.
Код объекта в государственном водном реестре — 02020001311102000008708.